# Pozorty (Olsztyn)
Pozorty (lub Posorty, niem. Posorten) – osiedle mieszkaniowe w południowej części Olsztyna, obecnie nie stanowi oddzielnej jednostki administracyjnej (połączone zostało z osiedlem Brzeziny). W 2006 roku zostało przedzielone dwupasmową drogą (ul. J. Tuwima). Na terenie osiedla zachował się park z XVIII/XIX wieku, a także zabudowania przedwojennego folwarku. Na terenie likwidowanych sadów (sady byłej Akademii Rolniczo-Technicznej w Olsztynie) powstaje północna część dzielnicy, ulice: Gruszowe Sady oraz ul. prof. Nowaka. Osiedle liczy ok. 500 mieszkańców. W latach 1955–60 funkcjonował klub piłkarski LZS Rodło Pozorty. Klub posiadał własne pełnowymiarowe boisko piłkarskie wraz z małymi trybunami/ławkami dla kibiców
Na terenie Posort znajduje się częściowo osuszone i zarośnięte jezioro Płociduga.

## Historia
Pierwsza wzmianka o majątku w Posortach pojawia się w 1387 r. Był to dwór kapituły warmińskiej, czyli gospodarstwo folwarczne. Nazwa wywodzi się od pruskiego imienia Pasort oznaczającego pogrzebacz. W 1772 r. w wyniku sekularyzacji Warmii majątek został przejęty przez skarb pruski. Od 1882 r. dzierżawcą Starego Dworu i Posort był radca królewski Karl Patzig, rezydujący we dworze w Posortach. Wraz ze swoją małżonką Auguste (z.d. Oppermann) Patzig spoczywa na przymajątkowym cmentarzu.
Po wojnie majątek (o łącznej powierzchni 756 ha) wszedł w skład zakładów doświadczalnych Wyższej Szkoły Rolniczej. Od 1966 r. znajduje się w granicach administracyjnych miasta. W latach siedemdziesiątych zapoczątkowano budowę osiedla domków jednorodzinnych, głównie dla pracowników uczelni kortowskiej, o nazwie Brzeziny. Z czasem osiedle rozrosło się i nabrało charakteru ogólnomiejskiego.